# 东亚电竞锦标赛
东亚电竞锦标赛是由中国、日本和韩国共同开展的国家级电子竞技比赛。东亚电竞锦标赛由韩国文化观光体育部主办，中国文化娱乐行业协会（CCEA）、韩国电子竞技协会（KESPA）及日本电子竞技联合会（JESU）联合承办，自2020年起轮流在三国举办。